# Arrondissement di Waremme
L'arrondissement di Waremme (in francese Arrondissement de Waremme, in olandese Arrondissement Borgworm) è una suddivisione amministrativa belga, situata nella provincia di Liegi e nella regione della Vallonia.

## Composizione
L'arrondissement di Waremme raggruppa 14 comuni:
- Berloz
- Braives
- Crisnée
- Donceel
- Faimes
- Fexhe-le-Haut-Clocher
- Geer
- Hannut
- Lincent
- Oreye
- Remicourt
- Saint-Georges-sur-Meuse
- Waremme
- Wasseiges

## Società

### Evoluzione demografica
Abitanti censiti
- Fonte dati INS - fino al 1970: 31 dicembre; dal 1980: 1º gennaio